# Holoaerenica obtusipennis
Holoaerenica obtusipennis là một loài bọ cánh cứng trong họ Cerambycidae.